# Hejrenæb-slægten
Hejrenæb-slægten (Erodium) er en slægt af planter, der består af omkring 60 arter, hvoraf 1 art findes vildtvoksende i Danmark, Hejrenæb (Erodium cicutarium). Slægten kaldes også tranehals.
Det danske navn hentyder til de langnæbbede frugter.